# Giuseppe Scartezzini
Giuseppe Remigio Scartezzini (* 19. März 1895 in Innsbruck; † 17. April 1967 in Zürich-Höngg; heimatberechtigt in Zürich) war ein Schweizer Maler und Glasmaler. Er schuf Wand- und sakrale Glasmalerei, Profan- und Kabinettscheiben, Stillleben und Interieurs.

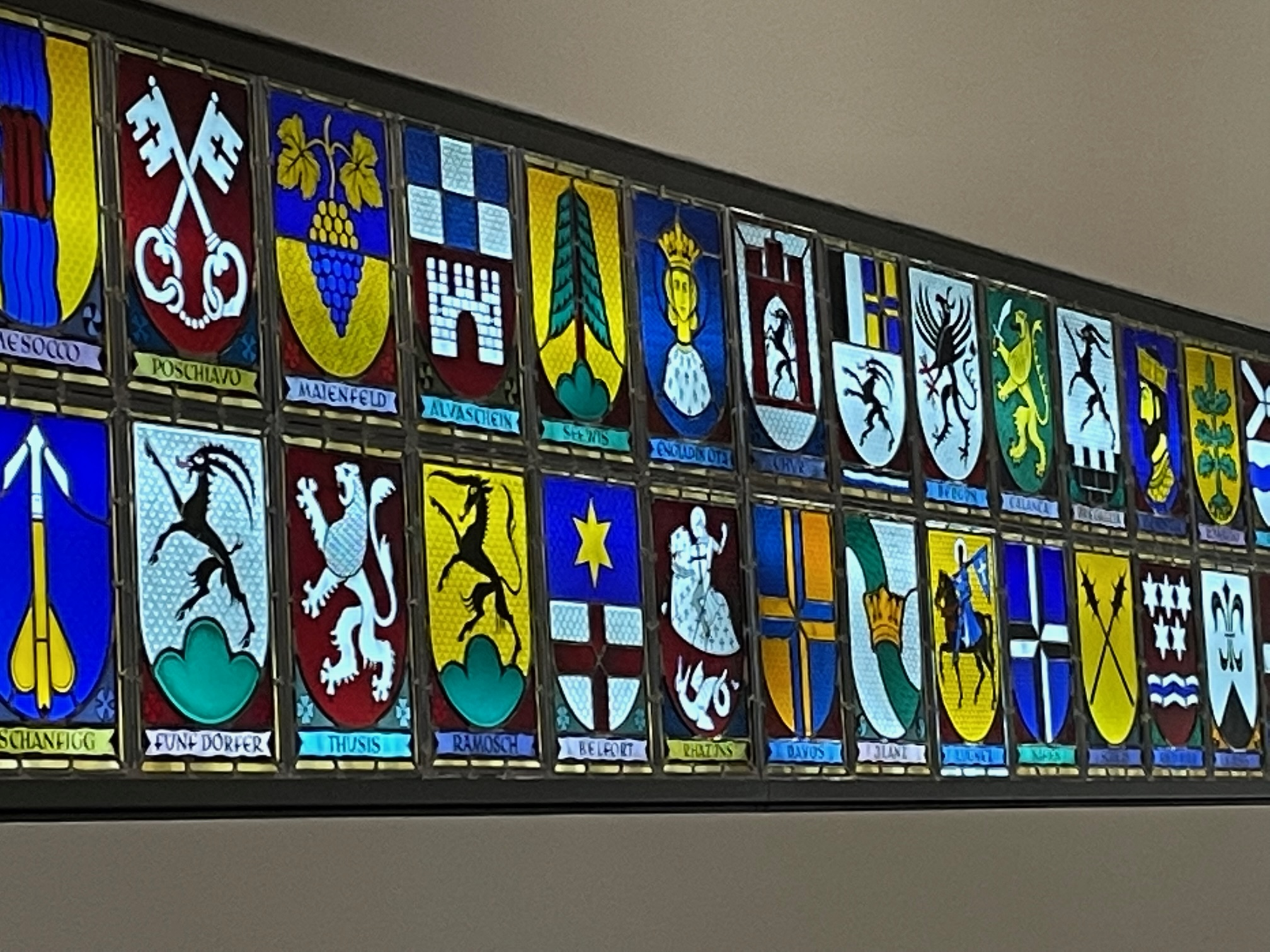
Giuseppe Scartezzini: Wappenscheiben im Grossratsgebäude Chur

## Biografie

### Familie und Herkunft
Giuseppe (genannt Beppe) Scartezzini wurde als erstes von vier Kindern des Anton Josef Scartezzini (Steinbildhauer und Kunststeinfabrikant, * 23. Mai 1867 in Pergine Valsugana, † 1919 in Zürich) und dessen Frau Ida Maria Theresia Maria Baldesari (* 29. September 1876 in Levico, Hebamme und Wirtin, † 1921) am 19. März 1895 in Innsbruck geboren. Die Eltern kamen erstmals 1883 nach Zürich und heirateten 1897. Wahrscheinlich auf Arbeitssuche, pendelten sie zwischen Trient, Bregenz, Innsbruck und der Schweiz. Die Familie Scartezzini stammte ursprünglich aus dem Bergell und hiess damals möglicherweise Scartazzini. Die jüngeren Geschwister von Giuseppe Scartezzini waren Anton (* 6. Dezember 1901), Emma Ida (* 19. Oktober 1905 - verheiratet mit Hans Markwalder) und Emil (* 24. Oktober 1912 – 27. November 1932). Im Jahre 1913 lebte die Familie Scartezzini-Baldesari an der Feldstrasse 98, Zürich. Am 22. April 1938 heiratete Giuseppe Scartezzini die protestantische Fabrikantentochter Margerit Wirz aus Menziken. Am 17. April 1967 erlag er in Zürich-Höngg einem Krebsleiden. Seine Witwe Margerit Scartezzini-Wirz heiratete später Willy Wölfli (* 1930 von Schangnau; † 1. März 2014). Giuseppe Scartezzinis Sohn Rodolphe (* 12. November 1916) wächst bei seiner Mutter auf. Er stirbt 1992 in Lausanne und ist zusammen mit seiner Frau Lucina Scartezzini-Tosolini auf dem Friedhof von Bondo GR im Bergell bestattet.

### Leben
Giuseppe Scartezzini durchlief die Schulen in Zürich. Er erlernte 1910 den Beruf eines Geometers und arbeitete in diesem Beruf bis 1920 als Kataster- und Tiefbauzeichner im Gaswerk Zürich. 1912 wurde sein jüngster Bruder Emil geboren, der ihm besonders nahe stand. Emil begann eine Glasmalerlehre, und Giuseppe träumte von einer Ateliergemeinschaft mit Emil, der jedoch am 27. November 1932 an Tuberkulose starb.
1915 machte Scartezzini die Bekanntschaft mit Augusto Giacometti, der einige Jahre später seine Künstlerlaufbahn wesentlich mitprägte, lebenslang sein Vorbild blieb und später auch sein Freund wurde. 1917 entstanden erste überlieferte Tafelbilder. 1919 machte er seine erste Studienreise nach Straßburg, wo er das Münster besuchte und von dessen gotischer Glasmalerei nachhaltige Impulse empfing.
Von 1921 bis 1923 war er zu Studienzwecken in Florenz. Mit Giesserei- und Erdarbeiten sowie als Übersetzer hielt er sich wirtschaftlich über Wasser. 1923 bezog er sein erstes Atelier an der Oberen Zäunen 19 in Zürich. Augusto Giacometti holte ihn als Mitarbeiter für die Fresko-Malereien in der Halle des Amtshauses I Zürich («Giacometti-Halle») und diente ihm gleichzeitig als Modell. 1923/1924 führte er seine ersten Glasfenster für die reformierte Kirche Wiesendangen aus. 1925 erhielt er von Generalvikar Kolb des bischöflichen Palais in Straßburg den Auftrag für eine Glasscheibe. 1927 lernte er den Schweizer Lehrer, Historiker, Publizisten und Kulturschaffenden Arnoldo Marcelliano Zendralli kennen. Dieser förderte ihn entscheidend und wurde sein lebenslanger Freund.
1928 erhielt er den Auftrag für neun Buntglasfenster für die Kapelle des evangelischen Friedhofs Unterbarmen in Wuppertal. 1929 illustrierte er das erste, von der Bundesverwaltung in Bern herausgegebene Familienbüchlein. Er nahm ab dieser Zeit regelmässig an Ausstellungen teil. Für den Flugplatz Dübendorf erstellte er eine Europakarte in Majolika. Es folgten Glasfenster für Kirchen in Lenzburg, Winterthur, Zürich, Chur, Basel und Arosa (1934–1937). 1935 unternahm er eine Reise nach Nordafrika. Es war wohl seine einzige längere Reise. Ansonsten war er immer nur kurz, aber häufig unterwegs in Paris, Rom, im Mittelmeergebiet und immer wieder in Straßburg.
Am 22. April 1938 heiratete er die protestantische Fabrikantentochter Margerit Wirz. Die katholische Kirche missbilligte das und hielt darauf mit Aufträgen zurück. An der Schweizerischen Landesausstellung 1939 gestaltete er die Fassade des Trachtenhauses in einer Sgraffito-ähnlichen Technik im «Landi-Dörfli» und fand damit in der Presse ein grosses und positives Echo. Während des Zweiten Weltkrieges leistete er von 1939 bis 1945 Aktivdienst. Seine künstlerische Arbeit wurde dadurch stark eingeschränkt; er konnte aber trotzdem zwei grössere Aufträge für Kirchenfenster in Zürich und in Aarau ausführen. Während dieser Zeit malte er über 400 Postkarten.
1948 renovierte er in Etappen Giacomettis Fresken im Amtshaus I in Zürich. Er malte 1951 seine letzten Wandbilder und 1952 in reformierten Kirche Zuoz sein letztes Kirchenfenster. Ab 1946 entstanden vorwiegend private Wappenscheiben, auch im Auftrag der Stadt, sowie verschiedene Schützenscheiben. 1958 folgten Reisen nach Holland, Dänemark, Schweden, Finnland und Norwegen. 1960 erhielt er von der Stadt Chur seinen letzten grossen Auftrag für 40 Wappenscheiben im Grossratsaal.

## Einzelne Werke

### Amtshaus I in Zürich und die «farbige Stadt»
Im Frühling 1922 gewann Augusto Giacometti einen vom Stadtrat der Stadt Zürich ausgeschriebenen Wettbewerb zur Ausmalung der Eingangshalle des Amtshaus I in Zürich (ehemaliges Waisenhaus). Es handelte sich dabei auch um eine Form der Arbeitsbeschaffung für Künstler. Eine Bedingung für Giacometti war darum, dass er für die Ausführung auch jüngere Maler zuziehen musste. Die Gewölbemalereien wurden zwischen Juli 1923 und März 1924 unter Giacomettis Leitung von den jungen Künstlern Jakob Gubler, Franz Riklin und Giuseppe Scartezzini in echter Freskotechnik ausgeführt. Die ganze Partie unmittelbar über dem Haupteingang wurde von Scartezzini gemalt. Im Frühling 1923 schreibt Giacometti: Nun muss ich zu meinen <Trabanten> ins Amtshaus gehen. Sie haben grosse Fortschritte gemacht, namentlich Scartezzini (der schöne Jüngling) und anderenorts. Die drei Mitarbeiter waren nach Temperament und Haltung ganz verschieden, sodass ich mir vorkam wie ein Musikdirektor, der das Ganze zusammenhalten und zusammenstimmen musste. Oft bin wie auf brennenden Kohlen gesessen. Das war mir ungewohnt und nicht leicht. Ob der kleine weisse Hund noch lebt, dem, als er in der Halle auf seine Herrin warten musste, Scartezzini den Schwanz rot angestrichen hat. Scartezzini diente Giacometti wohl als Model für die Hauptfigur im Bild Die Maurer, einem jungen Mann, der mit Meissel und Hammer einen grossen Stein bearbeitet. Giacomettis Arbeit für das Amtshaus I fand schon nach deren Fertigstellung im März 1926 ein grosses Echo. Nach Giacomettis Tod renovierte Scartezzini zu Beginn des Jahres 1948 in Etappen die Fresken. Im Volksmund wird der Eingang zur Polizeiwache Zürich bzw. das Amtshaus I Giacometti-Halle oder liebevoll Blüemlihalle genannt.
1926 legte der Zürcher Stadtbaumeister Hermann Herter einen Plan zur Bemalung von Strassen und Plätzen vor, den er in Zusammenarbeit mit den Malern Scartezzini (Stadtgrundriss) und Augusto Giacometti (farbige Behandlung der Plätze) erarbeitet hatte. Im Juli 1926 schrieb Giacometti an Erwin Poeschel, dass die Skizzen zur Bemalung der Stadt dem Stadtrat vorgelegt worden seien und die Sache also genehmigt und ein Kredit ausgesetzt sei. Ausgeführt wurden diese Pläne nie.

### Wiesendangen
Hans Bachmann (1889-1918) war Assistent am Schweizerischen Landesmuseum. Er war eine Bewunderer von Scartezzini und starb früh an der Spanischen Grippe. Bachmann verfügte testamentarisch, dass Scartezzini auf seine Kosten in der Kirche Wiesendangen ein Glasgemälde ausführen sollte. Bachmann musste ein grenzenloses Vertrauen in den jungen Scartezzini haben, der vorläufig hauptberuflich als technischer Zeichner arbeitete und sich in der Glasmalerei noch in keiner Weise auskannte. Dieser letzte Wille von Bachmann war es, der Giuseppe Scartezzini fünf Jahre später zum Glasmaler machte. 1923 fuhr Scartezzini nach Wiesendangen, um sich den Ort anzusehen, wo Bachmann ein Glasgemälde stiften wollte. Er wurde gebeten, Entwürfe auszuarbeiten, welche vor den zuständigen Gemeindegremien Gefallen fanden. Von Anfang an skeptisch war der Zürcher Kantonsbaumeister Hermann Fietz. Von 1923 bis 1925 führte Scartezzini die bei beiden Glasgemälde Christi Geburt und Christus am Ölberg aus. Die Farben leuchten aus dem grossflächig aufgetragenen Schwarzlot, eine Technik, welche Scartezzini ein Leben lang begleitete. Ein Rezensent des Tages Anzeigers zeigte sich begeistert. Fietz und ein Teil der Dorfbevölkerung aber wollten sich mit den Glasgemälden nicht anfreunden. Es kam zu einer Abstimmung, bei der eine Mehrheit der Wiesendangener die Entfernung des Werks verlangte. Aus dem lokalen Kunststreit wurde eine überregionale, ja nationale Kontroverse, in die sich Werkbundkreise und Stadtzürcher Kunstkritiker einschalteten. Auch viele Briefe des aus Wiesendangen stammenden Arnold Kübler vermochten nichts zu ändern: Die Bilder wurden 1927 ausgebaut und sind jetzt im Ortsmuseum Wiesendangen ausgestellt bzw. aufbewahrt.

### Schweizerische Landesausstellung 1939
Scartezzini war beauftragt worden, innerhalb der Schweizerischen Landesausstellung 1939 im sogenannten Landidörfli die Wände des Trachtenhauses auszuschmücken. In einer sgraffitoähnlichen Technik gruppierte er in folkloristisch-ornamentalem Stil um die Inschrift Die Tracht ist das Kleid der Heimat zwei Trachtenfiguren und einen Kuhfries, der in seiner Machart an die Gestaltung appenzellischer und freiburgischen Alpaufzüge erinnert. Für den Keramik-Pavillon schuf Scartezzini zwei Rundfenster-Glasscheiben mit den Motiven 'Öffnen eines gefüllten Brennofens' und 'Bau einer Backsteinmauer'. Die Fassade der Fischerstube gestaltete er mit einem Fisch. Ausgerechnet mit dieser, der Zeitmode verfallenen Arbeit, fand er höchste Beachtung in der Presse des ganzen Landes – eine Beachtung, wie sonst keinem anderen seiner Werke zuteilwurde.

### Zuoz
Am 27. Mai 1951 erschien Gordon Spencer, der schottische Games Master (Sportlehrer) des Lyceums Alpinum Zuoz und ein Kenner Augusto Giacomettis und dessen Umfeld, vor dem lokalen Kirchenrat, um eine angekündigte Schenkung zu erläutern. Aus Dankbarkeit gegenüber der Gemeinde Zuoz und zur Erinnerung an seine kürzlich verstorbene Frau Ida beabsichtigte er, der Reformierten Kirche San Luzi ein Glasfenster zu schenken. Das neue Werk sollte nach seiner Vorstellung den Glauben an die Unsterblichkeit symbolisieren. Die unterbreiteten Skizzen von Scartezzini nach einem Motiv von Giacometti überzeugten, und Scartezzini konnte 1951 das Rundfenster über dem Eingang – als letztes seiner sakralen Fenster – ausführen. Das Fenster ist heute auch unter dem Namen Die erleuchtete Stadt Jerusalem bekannt, ist aber eigentlich die Komplettierung zu Giacomettis Zuozer Fenster La Spraunza («Hoffnung») von 1929 und La Charited («Liebe») von 1933 zum Trias Glaube – Liebe – Hoffnung. Im August 1951 schrieb Scartezzini an seinen Förderer und Freund Arnoldo Marcelliano Zendralli: «Bei Gelegenheit werde ich mich aber auf leisen Sohlen in die Kirche von Zuoz schleichen und schauen, war für Gesichter Giacomettis La Spraunza und La Charited zu Beppes La Crettaa machen.»
Stilistisch wird Scartezzinis Spätwerk in Zuoz dem Ende des 19. Jahrhunderts zugeordnet. Obwohl sich Scartezzinis Ausdrucksweise zu diesem Zeitpunkt schon stark von seinem Vorbild Augusto Giacometti unterscheidet – ein Vergleich mit den zeitgleich entstandenen Scheiben für das Refektorium des Klosters Disentis zeigt dies deutlich – machte er in Zuoz nochmals einen Schritt zurück in die Anfänge seiner Tätigkeit als Glasmaler in die Zeit, als der Einfluss und die Nähe zu Giacometti noch gross waren. Die gelb, orange und rot lodernden Flammen der Liebe in der unteren Bildhälfte erinnern in Tonalität und Intensität an die Farbenpracht im Zürcher Amtshaus I. Auch Form und Gestalt der zarten Mondsichel in Scartezzinis Zuozer Fenster erinnern stark an Giacomettis Der Astronom im Amtshaus I in Zürich. Scartezzini hat in Zuoz eine höchst sensible und spannende Arbeit abgeliefert.

## Wettbewerbe
- Wettbewerb der Schweizerischen Nationalbank zur Gestaltung einer neuen 50-Franken-Note (1921/22) - Ergebnis: 5. Rang (330 Franken)[27]
- Wettbewerb zu Entwürfen zu einer Wandmalerei m Durchgang zwischen Stadthaus und Fraumünsterkirche in Zürich (1922) – Ergebnis: 4. Rang IV. Preis (1000 Fr.)[28][29]
- Wettbewerb kath. Kirchgemeinde Basel Figurenfenster St. Antoniuskirche, Kannenfeldstrasse, Basel (1926) – Ergebnis: III. Rang ex aequo (1000 Fr.) von 42 Eingaben und Einladung zur zweiten Runde des Wettbewerbs.[30]
- Wettbewerb für die Stadkirchenfenster in Aarau (1939) – Ergebnis unbekannt[31]

## Ausstellungen
- Dekorative Malereien, Textilien, Glasgemälde. Dezember 1925 bis 10. Januar 1926, Rundkabinett des Zürcher Kunstgewerbemuseums[32][33][34]
- November 1926 bis Mitte Januar 1927: Galerie Messikomer, Hechtplatz 1, Zürich.[35]
- Moderne Graphik verschiedener Künstler. 4. bis 27. Dezember 1929, Galerie Aktuaryus Zürich.[36]
- Exposition itinérante de la société Suisse des beuax-arts. 22. April – 13. Mai 1934, Präsentation des Bildes Erdbeeren, Preis 350 Franken.[37]
- Biennale Venedig. 1936, die Eidgenossenschaft kaufte ein kleines Fenster von Scartezzini.[38]
- Ausstellung der Maler Italienisch-Bündens. 1944-[39]
- Giuseppe Scartezzini 1895–1967 –  vom 29. Oktober bis 26. November 2005, Galerie Studio 10, Chur[40]
- Giuseppe Scartezzini (1895–1967). 2. September bis 1. Oktober 2006, Torre Fiorenzana, Grono.[41]
- Regard oublié – Giuseppe Scartezzini (1895–1967). 13. Mai bis 30. September 2018, Schloss Oron.[42]
- Alles zu seiner Zeit – Eine Tour d’Horizon durch die Sammlungen. 20. November 2020 bis 30. Mai 2021, Schweizer Schützenmuseum Bern, Wappenscheibe Eidg. Schützenfest Chur 1949.[43]

## Werke

### Wandmalereien (Auswahl)

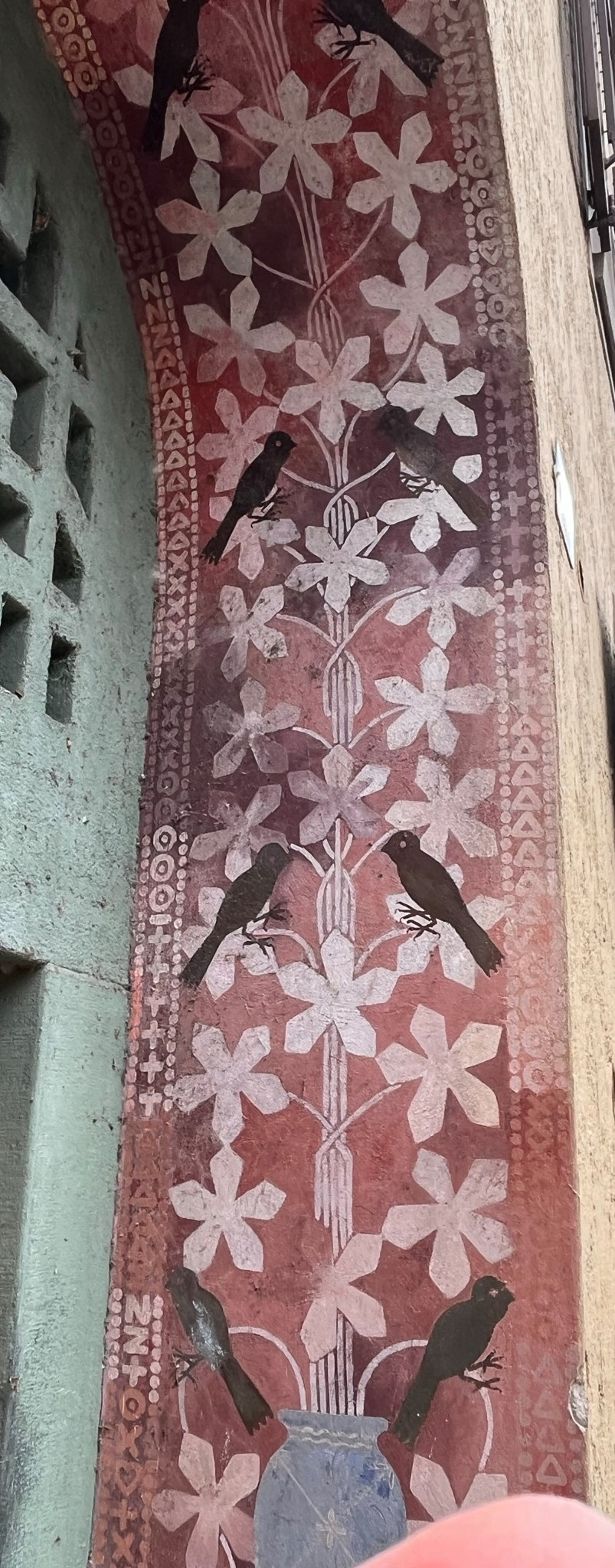
Fassadenmalerei Giuseppe Scartezzini (1895-1967). Überbauung Birkenhof, Schlatterweg 6, Zürich

- mit Augusto Giacometti, Jakob Gubler und Beda Riklin: «Blüemlihalle» des Amtshaus I der Stadt Zürich (1923–1926)[44]
- mit Heinrich Appenzeller, Pierre Gauchat, Jakob Gubler, Wilhelm Hartung, Otto Lüssi, Max Tobler und Oscar Weiss: Zürich, Wohnkolonie Birkenhof, Figürliche Bemalung  der Erker, Hauseingänge und Treppenhausachsen (1926)[45][46]
- Zürich, Wohnkolonie Birkenhof, Schlatterstrasse 6: Figürliche Blätter und Vögel[47]
- Zürich, Hotel Stadthof: Essen, Trinken, Schlafen (1927)[48]
- Zürich, Hotel Commercio: Dekorative Wandmalereien (1928)[49]
- Zürich, Baugenossenschaft Sonnenheim: Fünf dekorative Malereien über Hauseingängen (1929)[50]
- Zürich, Schulhaus Milchbuck, Vortrag- und Singsaal: Nischen und Dreieckfelder in Dispersion (1930) - Osterhasen, Springbrunnen, Mädchen, Knaben, Stillleben von Geräten und Tieren[51][52][53][54][55]
- Zürich, Haus E. Sontheim, Forsterstrasse 75 und 78: Kinder mit Fisch in Keimscher Mineralfarben (1930)[56][57]
- Dübendorf, Flugplatz Dübendorf, ehemaliges Swissair Empfangsgebäude: Europakarte (1932)[58][59]
- Chur, Gebäude der Stadtpolizei (ehemaliges Kloster St. Nicolai bzw. Amtsgebäude am Kornplatz). Wappenscheiben (1932)[60][61][62]
- Siebnen, Haus Gentsch: Christophorus, Mädchen mit Blumen in keimschen Mineralfarben (1933).[63][64] Bilder restauriert 2016/2019[65]
- Zürich, Katholisches Akademikerheim, Hirschengraben 86: Veni Creator Spiritus (1934)[66]
- Zürich, Haus Bellerivestrasse 189: Waldtiere (1939)[67]
- Zürich, Haus Fröhlichstrasse 20: Waldtiere (1939)[68]
- Zürich, Landesausstellung: Die Tracht ist das Kleid der Heimat (Trachtenhof),[69] Fischer (Fassade der Fischerhütte) (1939)[70]
- Zürich, Schulhaus Fluntern: Sonnenuhr in Keimschen Farben (1943)[71][72]
- Solothurn, Fabrikheim der Firma Meyer & Stüdeli AG, genannt 'Roamerhaus': Merkur, Gerechtigkeit und Mutter mit zwei Kindern (1944)[73][74]
- Zürich, Kurfirstenstrasse 26: Neptun, Seejungfrau (ca. 1944)[75]
- Zürich, Kindergarten Altwiesenstrasse 15: Spielende Kinder (ca. 1950)[76]

### Tafelbilder (Auswahl)
Viele Tafelbilder sind in Privatbesitz
- Ohne Titel, 1922, Öl auf Leinwand. Im Bündner Kunstmuseum Chur.[78]
- Komposition, 1922, Öl auf Leinwand, 40 × 49 cm[79]
- Kreuzigung, Gemälde, vor 1936. Im Musée d’art du Valais, Sion[80]
- Kleiner Hafen im Schnee (Walenstadt), 1943, Öl auf Leinwand, 31 × 39 cm[81]
- Elia wird im Feuerwagen zum Himmel entrückt, Pastell auf Karton, 1952, 42 × 38 cm. Im Refektorium des Klosters Disentis.[82]
- Rotes Tischlein, 1952, Öl auf Pavatex, 66 × 52 cm[83]

### Glasgemälde im öffentlichen Raum
Folgende Glasgemälde von Giuseppe Scartezzini finden (oder fanden) sich im öffentlichen Raum:
- Wiesendangen ZH, Christi Geburt und Christus am Ölberg (1923/1924) – ursprünglich in der ref. Kirche, jetzt im Ortsmuseum Wiesendangen
- Straßburg, im Besitz von Generalvikar Kolb, Noli me tangere. Ausgeführt von H. Mäder in Firma Huber-Stutz, Zürich (1925)[85]
- St. Peter GR, Chorfenster in der reformierten Kirche St. Peter (Schanfigg), Petri Berufung (1926)[86][87][88]
- Unterbarmer Friedhof Wuppertal, Deutschland, Protestantische Kirche, Zyklus mit neun hochrechteckigen farbigen Figurenfenster (1929)[89][90][91]
- Hochdorf LU, reformierte Kirche, Christus mit den Jüngern im Sturm (1932)[92][93]
- Lenzburg, Herz-Jesu-Kirche, Herz Jesu und weitere 17 Glasfenster (1934)[94]
- Winterthur, Kirche Herz Jesu (Winterthur-Mattenbach), Deutweg 89, Acht Glasfenster (1934/35)[95]
- Birmensdorf, Pfarrkirche St. Leodegar, Musizierende Engel (1935)[96][97]
- Chur, Erlöserkirche, Taufe des Heiligen Cornelius (Taufkapelle), Heiliger Geist, Fisch mit Brotkorb[98] (1936)
- Sant’Abbondio TI, Pfarrkirche, Kreuzigung (1936)[99]
- Zürich, St. Josef (Industriequartier), Taufe Christi (Taufkapelle),[100] Christus am Ölberg (Gnadenkapelle) (1937)[101]
- Arosa, Herz-Jesu-Kirche, Taufkapelle, Der heilige Luzius tauft die Rätier (1937)[102][103]
- Basel, St. Clara (Basel), Kreuzigung (1937)[104][105][106]
- Zürich, Schweizerische Landesausstellung, Keramischer Pavillon,[107] Fischerstube, Bündner Stube: Glasgemälde (1939)[108]
- Aarau, Peter- und Paulskirche, Schifffenster und zwei Rundfenster (1940)[109][110]
- Zürich-Höngg, Heiliggeistkirche, Elf Fenster (1940)[111]. Das Fenster Heilige Katharina ist jetzt im kath. Pfarreizentrum Dübendorf[112]
- Chur, Rathaus, 3 Standesscheiben (1946)[113]
- Maienfeld, Steigkirche (St. Luzisteig), Grenzbesetzung 1939 und ein weiteres Glasbild (1947/1949)[114]
- Disentis/Mustér, Refektorium des Klosters, Pietà (1947) und die vier Scheiben 'Abraham opfert Isaak', 'Elias Entrückung', 'Fischfang Petri' und ein 'Emmausbild' (1952)[115][116]
- Zuoz, Reformierte Kirche San Luzi, La Cretta oder Die erleuchtete Stadt Jerusalem (1951)[117]
- Chur, Grossratsgebäude, 40 Wappenscheiben der (damaligen) 39 Kreise im Kanton Graubünden und das Kantonswappen Graubünden (1960)[118]

### Verschiedene Gegenstände
- Deckelkästchen/Schatulle, Holz bemalt, Archivnummer KGS-08777 (ca. 1924)[119]
- Schmucktruhe und bemalte Schachtel mit der Darstellung des Heiligen Martin. Privatbesitz (1926)[120]
- Gestaltung des Eidgenössischen Familienbüchleins (1929)[121]
- Bemalung eines Kachelofens im Restaurant Pinte in Dättwil (1934)[122]